# Rica Reinisch
Rica Reinisch, później Assmann i Neumann (ur. 6 kwietnia 1965 w Seifhennersdorf) – wschodnioniemiecka pływaczka. Trzykrotna medalistka olimpijska z Moskwy.

## Kariera sportowa
Specjalizowała się w stylu grzbietowym. Igrzyska w 1980 były jej jedyną olimpiadą. W Moskwie triumfowała na dystansie 100 i 200 metrów stylem klasycznym i w sztafecie 4x100 metrów stylem zmiennym. Pobiła 5 rekordów świata. 
Reinisch, jak wiele sportowców pochodzących z NRD, brała doping w ramach systemu stworzonego przez państwo.